# Пшегиня-Духовна

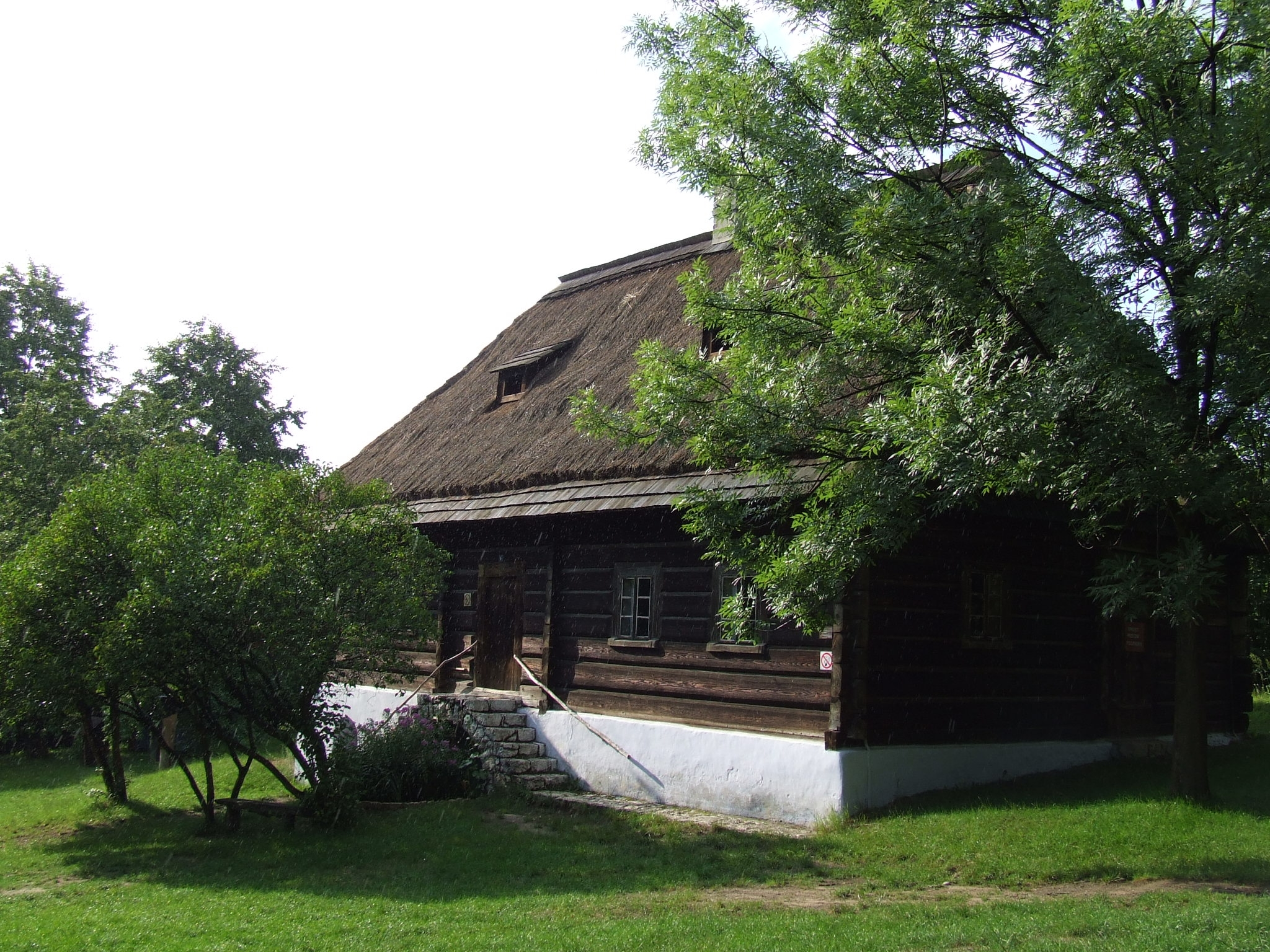
Дом солтыса. В настоящее врем янаходится на территории Надвислянского этнографического парка

Пшеги́ня-Духо́вна (пол. Przeginia Duchowna) — село в Польше в сельской гмине Чернихув Краковского повета Малопольского воеводства.

## География
Село располагается в 4 км от административного центра гмины села Чернихув и в 22 км от административного центра воеводства города Краков.
Около села располагается заповедник «Каясувка».
Село состоит из нескольких частей, имеющих собственное наименование: Подсверке, Пши-Мурованей, Ретерыйка и Заязе.
В 1975—1998 годах село входило в состав Краковского воеводства.

## Население
По состоянию на 2013 год в селе проживало 1111 человек.
| 2010 | 2013 |
| ---- | ---- |
| 1075 | 1111 |

| Перепись  | Всего   | Всего | Женщины | Женщины | Мужчины | Мужчины |
| --------- | ------- | ----- | ------- | ------- | ------- | ------- |
| Единицы   | человек | %     | человек | %       | человек | %       |
| Население | 1111    | 100   | 582     |         | 529     |         |

## Достопримечательности
- Часовня Пресвятой Девы Марии Ченстоховской. Памятник культуры Малопольского воеводства[4]